# La Pintana
La Pintana ist eine Gemeinde in Chile. Sie gehört zu Groß-Santiago und liegt an deren südlichem Stadtrand. Die Einwohnerzahl wird auf 209.485 Personen geschätzt, die in 49.073 Wohnungen leben. 21 % des 3031 ha großen Gemeindegebietes sind städtisch und das restliche Gebiet ländlich geprägt.

## Geschichte
Vor der Kolonisierung des heutigen Gemeindegebietes durch die Spanier siedelten dort Picunche. Der spanische Vizekönig in Peru vergab die Rechte an deren Ländereien an den chilenischen Gouverneur Ambrosio O’Higgins (1720–1801) als Belohnung für seine Treue zur spanischen Krone. Dessen Sohn Bernardo (1778–1842) führte Chile in die Unabhängigkeit, parzellierte das Gebiet und verteilte es an einige Mitglieder der Unabhängigkeitsbewegung. Die neuen Herren konstruierten Bewässerungskanäle und wandelten das ursprünglich recht trockene Gebiet in eine fruchtbare Landwirtschaftszone mit Feld- und Viehwirtschaft.
Erst Mitte des 20. Jahrhunderts begann sich das heutige La Pintana, das damals in die Gemeinde La Granja eingegliedert war, unter dem Druck des sich ausdehnenden Santiagos zu bevölkern. 1945 bis 1957 bildeten sich drei Zonen mit kleinen Feldern für Arbeiter und deren Familien. 1965 kam es zu einer ausgedehnten Landbesetzung und in Folge zu einer starken Bevölkerungszunahme, die schließlich eine urbane Entwicklung in diesem Gebiet auslöste. 1984 wurde die Kommune La Pintana von La Granja abgespalten und erhielt eine eigene Gemeindeverwaltung.

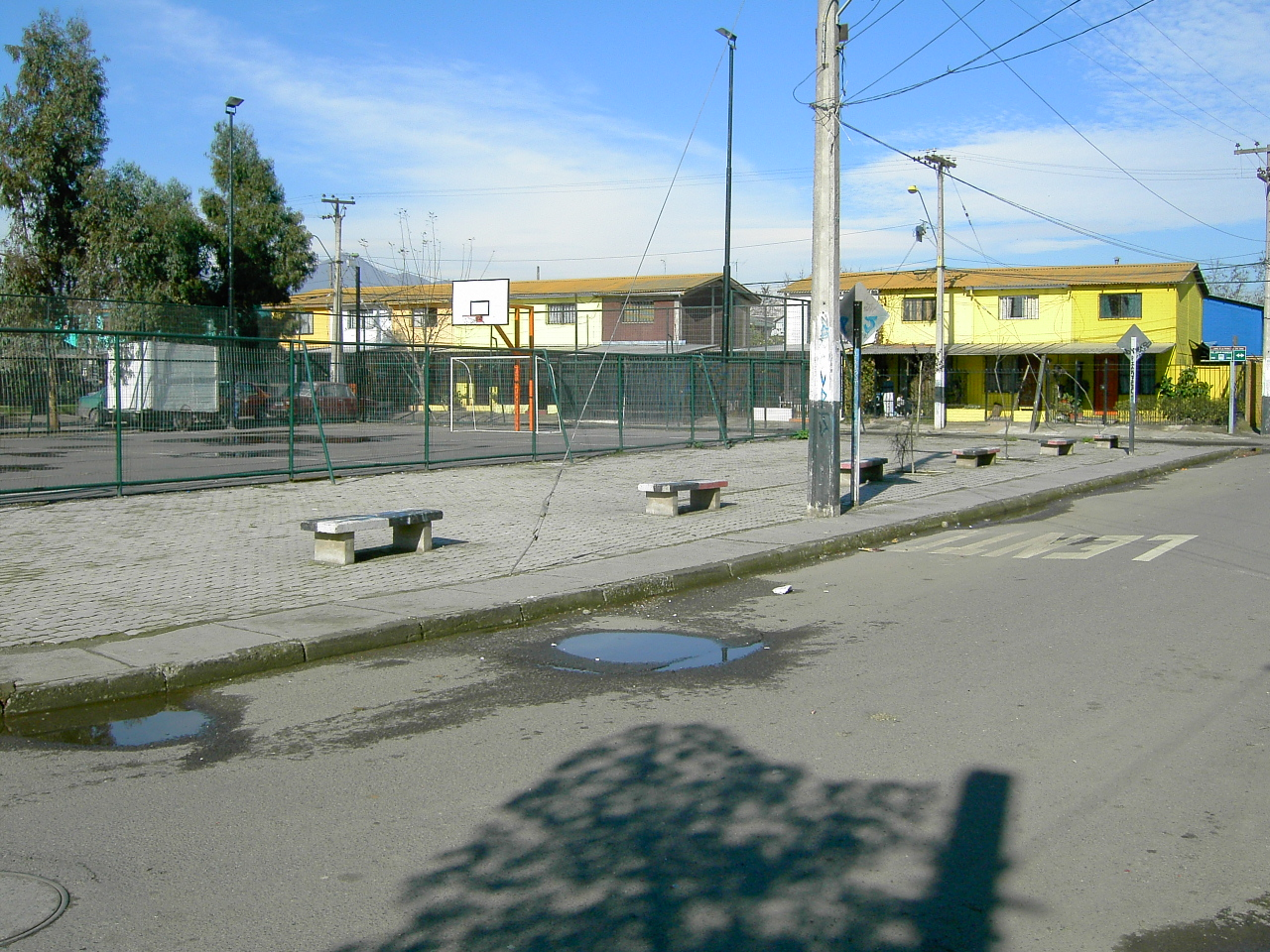
Reihenhaussiedlung in La Pintana.
Baujahr 1988, 37 m² Wohnraum in 2 Etagen auf meist 60 m² Grundstück

In der Zeit zwischen 1985 und 1994 führte die Auflösung von Slums in Santiago und die massiv betriebene Umsiedlung ärmerer Bevölkerungsschichten aus allen Teilen Santiagos an die Peripherie der Stadt zur Bildung einiger dicht bevölkerter Siedlungsenklaven. So entstand La Pintana in spontaner Form als Gemeinde, die sonst üblichen langsamen urbanen Wachstumsetappen überspringend. Dementsprechend fehlte es an geordneter urbaner Entwicklung und an kommunalen Einrichtungen. Innerhalb von 10 Jahren wuchs die Bevölkerung von 80.000 auf 190.000. Zusammen mit den östlich und westlich angrenzenden Nachbargemeinden bildete La Pintana einen sogenannten Armutsgürtel um Santiago. Besonders nachteilig war, dass die neue Gemeinde eine Endstation auf dem Weg aus Santiago war. Anders als in den Nachbargemeinden konnte kein Transit in andere Kommunen stattfinden, der Weg aus Santiago endete dort. Herausgerissen aus ihrem sozialen Netzwerk und weit entfernt von Arbeitsmöglichkeiten mussten die Einwohner lange Anfahrten zur Arbeit in andere Stadtteile Santiagos auf sich nehmen.